# K-mix モーニング ラジラ
K-MIX モーニング ラジラ（ケイミックス モーニング ラジラ）は、2013年4月2日より静岡エフエム放送（K-MIX）にて放送中のラジオ番組である。
通常はK-MIX本社1階のオープンスタジオ「view-st.」（ビュースタ）より、毎月最終金曜日は、藤枝市のオーレ藤枝 3階にあるK-MIXサテライトスタジオ「view-st. ole Fujieda」より公開生放送されている。

## 概要
- 2013年春の大改編により、『K-MIX Brand-new Junction』と『K-MIX CARAMEL POCKET』の前半部分の番組枠を統合し、3時間半の生ワイド番組として番組開始。
- 「ラジラ」（RADZILLA）は、ラジオとゴジラを掛け合わせた造語[2]。
- 日替わりの「トークテーマ」、「リクエストテーマ」を設定、リスナーからのメッセージを随時紹介。
- 「日替わり!番組プレゼント」（火・LaLaカレージャパン 航空自衛隊浜松基地の隊員食堂の味を再現した「家康くんカレー」4食セット、水・沼津港かねはち「さば燻製オイル漬け缶詰 オイルサバディン」、木・コーヒー乃川島「季節の詰合せセット」、金・マルモ食品「富士宮やきそば10食セット」）を実施。メッセージを寄せたリスナー1名にプレゼント。
- K-MIX Radio the Boom! 同様、祝福メッセージのコーナーを設ける。
- スタジオ屋外にマイクが設置されており、K-MIXを訪れたリスナーらと会話をすることがある。現在は不定期で設置。
- 2016年度よりInstagramアカウントを設けた。ただし、Instagramのコメントは番組には反映されない。

## 出演者
- 高橋正純 - パーソナリティ
同年3月まで10年間、夕方の生ワイド番組「K-MIX Radio the Boom!」を担当。
- 島田真梨子[3][4][5] - Hot Heart FUJIEDA担当（金曜）
K-MIXアナウンサー。同年3月まで、単独番組「Saturday Night Radio Jack だいすき☆FUJIEDA[6]」を担当。

### 過去
- ブレット・メイヤー - 漢字教育士
火曜日のトークラジラ担当。通称は「ブ先生」。

### 高橋休暇時
- 西連地あゆみ（2013年9月1日 - 9月5日、2014年9月7日 - 9月11日、2016年9月5日 - 9月9日）
- 新井翔（2018年7月23日 - 7月25日）
- 杉岡沙絵子（2018年7月26日 - 7月27日、2023年7月12日･･･体調不良による休養のため）
- 安田信章（2022年8月19日･･･高橋が東海道本線の人身事故による遅延で放送に間に合わなかったため、2023年7月11,13日･･･体調不良による休養のため）

## タイムテーブル
2023年4月現在。時間は前後する。
- 7:28:40  - TAKE OFF Q![7]
前番組の『ONE MORE NEWS』または一社提供スポンサー付きのコーナー明けのCM、ジングル明けから直結。簡単なクイズ・なぞなぞを出題。実質、ネタ投稿コーナー。
- 7:30 - K-MIX Traffic Information
交通情報を高橋が読み上げる。
- 7:32 - オープニング
その日のリクエストテーマに合わせて選曲されたオープニングナンバーをかける。
- 7:37 - ヘッドライン ラジラ
中日新聞ニュースを高橋が読み上げる。
- 7:41 - スポーツ ラジラ
スポーツニュースを高橋が読み上げる。
- 7:48 - THE WORLD IS NOW
海外の今日の動きを高橋が読み上げる。読み上げ後交通情報の時間までTAKE OFF Q!のリスナーからの珍解答を紹介。
- 7:50 - K-MIX Traffic Information
日本道路交通情報センター職員が読み上げる。
- 7:52 - K-MIX Weather Information
気象情報を高橋が読み上げる。
- 7:55 - TAKE OFF Q!
TAKE OFF Q!の珍回答紹介と答え合わせ。
- 8:00 - Aラインネット枠（「ONE MORNING」の8時台コーナー番組[8]）
  - 8:00 - SUZUKI TODAY'S KEY NUMBER - ユージ、吉田明世
  - 8:09 - ルートインホテルズ　今日のスポーツ - 同上
  - 8:10 - NEW TREND ONE - 同上
    - （金）Hand in Hand（最終週）

  - JFNCでの「ONE MORNING」の放送はここまでとなる。
- 8:20 - ALC モータースグループ NEWS PLUS
交通情報の後、日本道路交通情報センター職員とクロストーク。
ニュースを高橋が読み上げる。金曜はニュースの最後に静岡県Honda Carsからのお知らせを読む。
- 8:30 - SUZUKI MASTER TALK
県内在住の様々な職種のプロフェッショナルと電話トーク。金曜は特別に様々な職種の鈴木さんが登場して電話トークをする。
- 8:45 - K-MIX Traffic&Weather Information
気象情報のみ高橋が読み上げる。
- 8:50 - ラジラ ミュージック・チャート
  - （月）iTunes Store週間総合チャート
  - （火）Billboard Hot 100
  - （水）UKチャート
  - （木）過去の全米チャート　-　「ラジラスーパーコンピューター」（実際はカプセルマシンである）で選ばれた1960年から90年代の全米チャートを振り返る。
- 8:53 - 生CM
- 8:55 - メッセージ紹介
- 9:00 - K-MIX Traffic & Weather Information
高橋の読み上げは以降も無し。
- 9:03 - K-MIX HEADLINE NEWS
- 9:08 - 9時台オープニングトーク
- 9:24 - メッセージ紹介
- 9:30 - 
  - （月 - 木）トーク ラジラ
  - （金）Hot Heart FUJIEDA - 島田真梨子
藤枝市提供。
- 9:45 - SHIZUOKA EAST-WEST
県内の催事情報。静岡県市町村振興協会[9]提供。
- 9:50 メッセージ紹介
- 9:54 - 快適生活ラジオショッピング
- 10:00 - K-MIX Traffic & Weather Information
- 10:03 - K-MIX HEADLINE NEWS
  - （第1金）NEWS担当アナウンサーがそのまま進行する形で緊急警報放送試験信号発信。
- 10:08 - メッセージ紹介
- 10:12 -
- (金)ラジラ FRIDAY STORY
絵本を朗読して、毎週朗読した絵本を聴取者プレゼントする。
- 10:20 - 
  - (火)･(水)･(木)曜日別コーナー
    - （火）伊豆ゲートウェイ函南 今週ルジュのイチオシ
    - （水）はままつフルーツパーク時之栖 SWEET MEMORIES - 甘酸っぱい思い出話。
    - （木）まんさく工房 おいしいお肉でウッシッシ - ｢モー｣なエピソード。
- 10:26 - おめでとうメッセージ・メッセージ紹介
祝福相手へのメッセージを紹介。Radio the Boom!と同様に、モノマネでの読み上げが恒例となっている。
- 10:30 - ノンストップ ラジラ
日替わりテーマによるリクエスト曲をノンストップ[10]で流す。
- 10:49 - エンディング
日替わりプレゼントの当選者発表。メッセージ紹介。

### 過去
- 8:10 - Honda Smile Mission（TOKYO FM制作）
  - パーソナリティ：塚地武雅（ドランクドラゴン）、SHEILA、ルーシー☆インザスカイ 他

当番組は収録放送となっていた。2021年3月31日をもって放送終了した。